# Heckenlandschaft ob der Halde
Die Heckenlandschaft ob der Halde ist ein vom Landratsamt Münsingen am 31. Mai 1955 durch Verordnung ausgewiesenes Landschaftsschutzgebiet auf dem Gebiet der Stadt Münsingen.

## Lage
Das etwa 12 Hektar große Landschaftsschutzgebiet liegt im Süden der Münsinger Gemarkung etwa 1,5 km südöstlich des Stadtteils Apfelstetten in den Gewannen Ob der Halde und Kartellen. Die Fläche ist Teil der Entwicklungszone des Biosphärengebiets Schwäbische Alb. Es gehört zum Naturraum Mittlere Flächenalb.

## Landschaftscharakter
Es handelt sich um ein durch mehrere eng stehende Feldhecken strukturiertes Wiesengelände. Der Abstand zwischen den Feldhecken beträgt teilweise weniger als zehn Meter. Die Hecken stocken teilweise auf zwischenzeitlich übererdeten Steinriegeln.